# 資材購買
資材購買（しざいこうばい）とは製造業での生産部門における機能のひとつである。定められた品質の「資材」を「調達」し、「価格」をコントロールし、資材の「在庫」をコントロールする機能部署というものが一般的である。

## 基本的な機能
- 図面等で定められた一定品質の材料・部品を必要なタイミングで調達し、製造ラインに供給する。
- 適切な価格で買えるよう改善する。諸条件、環境の変化に応じて価格をコントロールする。
- 適切な在庫量になるよう諸条件を改善する。急激な需要増に対しては、ある程度高くても買い集める、急激な需要減に対してはできる限り調達を控える。最適な在庫金額を維持できるように努力する。

## 資材マンに求められる資質
安ければ安いほどいい、仕入先の都合はなにも考えなくてもいい、自分の会社だけが儲かればいいという考え方では、取引は長続きしない。
- 公正明大なこと。業務的に不正を起こしやすいので、倫理的に自分を律することができる資質が重要。
- 商売上手なこと。自分も儲けなければならないが、相手の儲けも考えられるようにする。相手が儲けのない商売では、向こうはやりたくなくなる、手を抜きたくなるので、やはり取引は長続きしない。
- 自分が買っているものを知ろうと努力すること。自分がどんなものを買っているのか、よく知ることが必要。どんな材料でどのような作り方をして、どのような使われ方をしているのかわからないのに、いいものを安く買うことはできない。

## 歴史
資材購買という機能がどのように生まれたのか明確なものはないが、先の大戦前後における大規模な工業化によって自然発生したという説がある。それが起きる前は家内制手工業（マニュファクチュアリング）であったため、材料調達は技術者か製造のものが直接買い付けに行くという状態だったと思われる（板前が直接港にいって魚を買い付けるようなもの）。工業化の発展に伴い、製品の機能向上による部品点数増加や製品や部品の過剰在庫金額の倦厭、部品品質の確保、製品原価の大半を占めるので、コストダウンのニーズが高まり、資材購買という機能が重要視されていったという側面がある。近年、一部の上場企業では資材購買担当役員が出現し、その部門を経験した人間が社長になるという例も少なくない。

## 現在の状況
資材購買という機能部署は通常、生産製造部門に付属するため、その部品の材料や製造方法に目が行く。また、自社でその部品を内製することにより、原価面や製造面を深く知ることも可能である。００年代に入ると、「開発購買」という言葉が注目されるようになり、技術者が転向したり、理系の採用実績が増加していき、設計部門との交流が盛んになっている。しかし、設計者が新規開拓したい技術（それは技術者自身もよくわかっていないもの）を探索するには、資材は役に立っていない。なんらかの図面情報的なもの、指示がないと動けないという体質をもっているからである（闇雲に動いても仕方がない）。
また、理系化が進みすぎた副作用で、技術志向に陥ったり、デジタル思考と呼ばれる、ものごとを「０」か「１」かという判断でコストダウン実績を得るために情け容赦ない行動に出たり、先の「商売上手」とは程遠いものになりつつある。現在トップ層にいる最後の団塊の世代、アナログ思考ができる人間がいなくなると、一気に取引がうまくいかなくなる、もしくは潜在的なリスク（取引中止など）を孕むようになっていく可能性がある。

## 今後の展開
まず大企業で起きたベストプラクティスを低コストで中小企業に展開できるようにする。営利企業にとって、技術と製造と営業には投資しないと、企業経営が成り立たないが、資材機能にもっと投資しないと原価低減が難しいからである。技術や製造の人間が新機種の原価を見ているというケースもあるが、量産に入ると手が回らない。昔ながらの資材では、調達の機能と、せいぜい脅しすかしのコスト交渉が精一杯である（９０年代までの大企業の資材機能程度）。
次に大企業の資材は、設計が求めるニーズを先回りして調べておき、必要なときに情報提供するという機能が求められるようになるだろう。これは高級レストランやホテルで、お客様が指示する前に、リクエストを予測して行動を起こす、というやり方を模倣するものである。
一見、不可能に見えるかもしれないが、一流ホテルマン等は科学的にそのような先回り術を心得ており、お客様にPricelessな価値観、感動を与えることによって、チップをもらい、次も指名してもらう、というようなことを昔からやっている。
資材もお客様である設計者、技術者がなにを欲しているか、なにがほしくなるか、様子を伺う、業界の動向や環境の変化をウォッチングしていれば、できないことはない。
この能力の源泉となるのは「文系」の力である。文系科目の習得により感受性、人間性を養い、人間力を高めることにつきる。すでに「理系」の力を手に入れているのならば、「文理」両道を極めるということになり、その相互作用は相乗効果のようなものを発揮すると考えられる。

## 中小企業のコンサルタントとして
大企業の本来の役割のひとつとして、下請けである中小企業の育成という課題がある。資材担当はその企業の経営層と議論をし、どんな手段をとれば利益が増えるかを考えた上でその企業の潜在力を引き出すことのが主な役割である。何故ならば、儲かっていない企業からは諸費用を減らすことも、新たな技術の提供もできないからである。そのためには財務面も見て、最適な経営アドバイスを提供しなければならず、無謀なことをやらせて赤字を出してしまい会社が潰れてしまうことを避けなければならない。また、そのような企業は往々にして提案（プレゼンテーション）能力に欠けている。あれもできるこれもできる、というパンフレットは誰でも作れるが、お客様にはこういうことができます、というプレゼンができない。それが指示待ちが当たり前の「下請け」の気質だからである。
最新またはより良い技術であっても、それがいいものなのかどうかが一瞬でわかるような資料が作れないと、時間に余裕がない大企業の経営層は関心を示さない。さきの資材が「文理」を極めていけば、自ずと中小のコンサルとしての機能を担うことができる。
これらがうまく働けば、いわゆる「Win-Win」の関係が成り立つ。